# Korthalsia ferox
Korthalsia ferox är en enhjärtbladig växtart som beskrevs av Odoardo Beccari. Korthalsia ferox ingår i släktet Korthalsia och familjen Arecaceae. Inga underarter finns listade i Catalogue of Life.